# Berliner Programm (FDP)

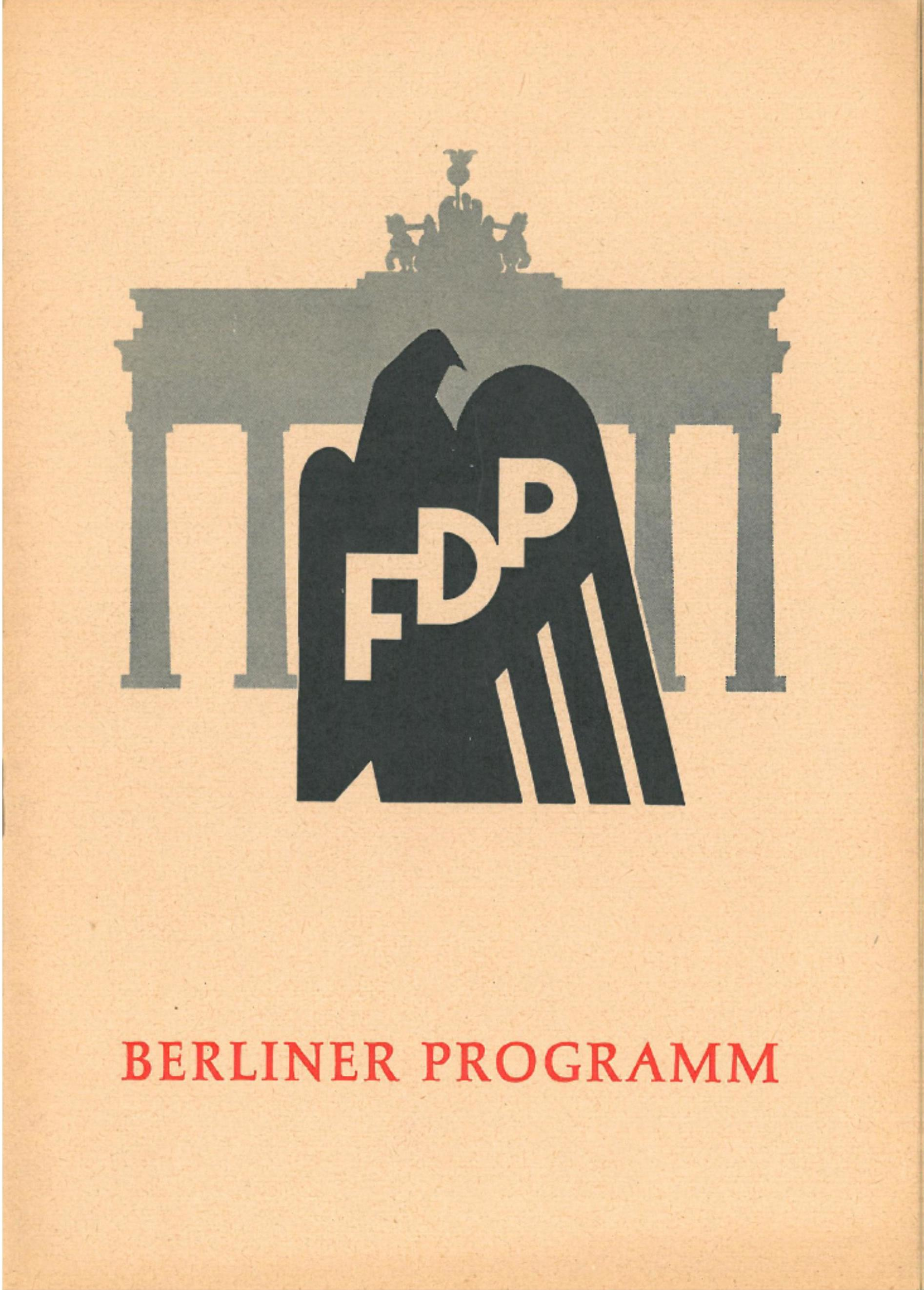
Broschüre: Berliner Programm

Das Berliner Programm, eigentlich Berliner Programm der Freien Demokratischen Partei war das erste Grundsatzprogramm der Freien Demokratischen Partei. Es wurde am 26. Januar 1957 auf dem Bundesparteitag der FDP in Berlin verabschiedet. Es folgte auf die Heppenheimer Proklamation von 1948.
Das Grundsatzprogramm enthielt unter anderem ein Bekenntnis zur sozialen Marktwirtschaft und erklärte die Wiedervereinigung und die Westbindung zu ihrem obersten Ziel. Es war vor allem von den Erfahrungen in der Koalition mit der Union sowie dem Kalten Krieg geprägt. Die Partei versuchte sich als „dritte Kraft“ gegen absolute Mehrheiten der beiden Volksparteien CDU/CSU und SPD zu etablieren.

## Hintergrund
Der Liberalismus ist die älteste der modernen politischen Bewegungen. Er entstammt der Epoche der Aufklärung. Die Freie Demokratische Partei (FDP) steht in der Tradition des klassischen Liberalismus, sie ist jedoch eine politische Neugründung der Nachkriegszeit in den drei westlichen Besatzungszonen.
Aufgrund der unterschiedlichen politischen Kontroversen der Landesparteien gelang es der Bundes-FDP erst 1957 sich auf ein Grundsatzprogramm zu einigen. Im Südwesten und in den Hansestädten gab es eher sozialliberale Hochburgen, während in Hessen und Nordrhein-Westfalen national- bzw. rechtsliberale Landesverbände gegründet wurden. Daher verzichtete die FDP in ihrer Heppenheimer Gründungsproklamation vom 12. Dezember 1948, die sowohl sozialliberale als auch nationalliberale Strömungen vereinigte, auf die Formulierung programmatischer Ziele und verwies lediglich auf den für sie grundlegenden „Gedanken der Freiheit und des Persönlichkeitsrechtes“.
In der zweiten Legislaturperiode des Bundestages gewannen sozialliberale Kräfte in der Partei an Einfluss. Mit Thomas Dehler übernahm ein Vertreter eines sozialliberalen Kurses den Partei- und Fraktionsvorsitz. Anfang 1956 verließ die FDP die Koalition mit der CDU in Nordrhein-Westfalen. Infolge traten insgesamt 16 Bundestagsabgeordnete, darunter die vier Bundesminister, aus der FDP aus und gründeten die Freie Volkspartei, die dann bis zum Ende der Legislaturperiode anstelle der FDP an der Bundesregierung beteiligt war und später in die rechtsgerichtete Deutsche Partei aufging.

## Inhalt
Auf dem „VIII. Ordentlichen Parteitag am 26. Januar 1957 in der Reichshauptstadt“, auf dem Reinhold Maier Dehler als Bundesvorsitzenden der FDP ablöste, wurde erstmals ein gemeinsames Parteiprogramm beschlossen. Da die FDP als Oppositionspartei, durch das Scheitern der Koalition, ihr bisheriges Image als Koalitions- und Mehrheitsbeschaffungspartei verloren hatte, sollte das Berliner Programm die FDP als „Dritte Kraft“ legitimieren.
Die FDP bekannte sich zur sozialen Marktwirtschaft. Sie distanzierte sich von „Marxismus und sozialistischen Experimenten“ und vertrat die Eigentumsbildung für jedermann. Es finden sich Forderung nach Maßnahmen zur Erhaltung des Mittelstandes und die Unterstützung für das Neuentstehen selbständiger Existenzen. Für die Partei war das Bild des selbständigen Industriebürgers maßgebend, der sein Kapital zur Existenzsicherung einsetzt. Für wirtschaftliche Notlagen sollten die Bürger selber Vorsorge treffen können.
In der Deutschlandpolitik strebte die FDP „die friedliche Wiedervereinigung in einem deutschen Reich mit Mitteldeutschland und den Ostgebieten in einer freiheitlichen Ordnung“ an. Unter Punkt acht des Berliner Programms findet sich eine Bekenntnis zur Westbindung, wobei im Gegensatz zur CDU „das vertragliche NATO-Kontingent, d. h. eine operative Truppe unter übernationalen Kommando“ stehen soll. In der Außenpolitik grenzte sie sich von den Positionen der CDU ab. So wurde ein europäisches Sicherheitsbündnis „unter Einschluß Rußlands und der Vereinigten Staaten“ sowie den Europagedanken „zur Idee des größeren Europas“ auszuweiten, gefordert.